# 十戒の石板を持つモーセ
『十戒の石板を持つモーセ』(じっかいのせきばんをもつモーセ、露: Моисей с Десятью заповедями、英: Moses with the Ten Commandments)は、フランドル出身でフランスに帰化した17世紀の画家フィリップ・ド・シャンパーニュが1648-1663年に描いた絵画である。『旧約聖書』に登場するユダヤ人の預言者モーセを表しており、17世紀フランスの美術の著述家アンドレ・フェリビアンによると、シャンパーニュは1648年から数回この主題の作品を描いた。本作は、プラスラン公爵シャルル・ド・ショワズールのコレクションにあったもので、1808年以来、サンクトペテルブルクのエルミタージュ美術館に所蔵されている。

## 作品
モーセは、『旧約聖書』の初めの5書である「創世記」、「出エジプト記」、「レビ記」、「民数記」、「申命記」の著者とされる。「出エジプト記」(10章2-11) では、イスラエルの民をエジプトから脱出させる3ヵ月の間、いかにモーセが彼らを導き、シナイ山近くのシナイ砂漠で休息したかが記されている。神はモーセを山に呼び出して、イスラエルの民を導く法律となる十戒が記された2枚の石板を授けた。
シャンパーニュの絵画は、杖と十戒の石板を持つモーセを表している。美術史家ベルナール・ドリヴァルによれば、石板の上部を丸いものとして表した大部分の画家たちとは異なり、シャンパーニュは歴史的事実を考慮し、初期キリスト教会の正典通り長方形にした。石板の左側の刻印は神と人間の関係を示す3つの戒律を示し、右側の刻印は隣人に対してとるべき人間の関係を7つの戒律で表している。これは垂直線が神とのつながりを象徴し、水平線が人間性を暗示するという十字架の象徴主義に共鳴したものとなっている
ミルウォーキー美術館には、本作とよく似た『十戒の石板を持つモーセ』 (1648年) が所蔵されているが、文字のより自由な書体や、いくつかの単語の綴り、モーセの服と袖口の装飾において本作とは異なっている。また、アミアンのピカルディー美術館にはモノグラムと1663年の制作年が記されている『十戒の石板を持つモーセ』が所蔵されている。そのほか、1897年のゼーデルマイヤー・コレクションの売り立てで現れた作品や、イギリスの個人蔵となっているヴァージョン (模写の可能性あり) もある
。

## ギャラリー

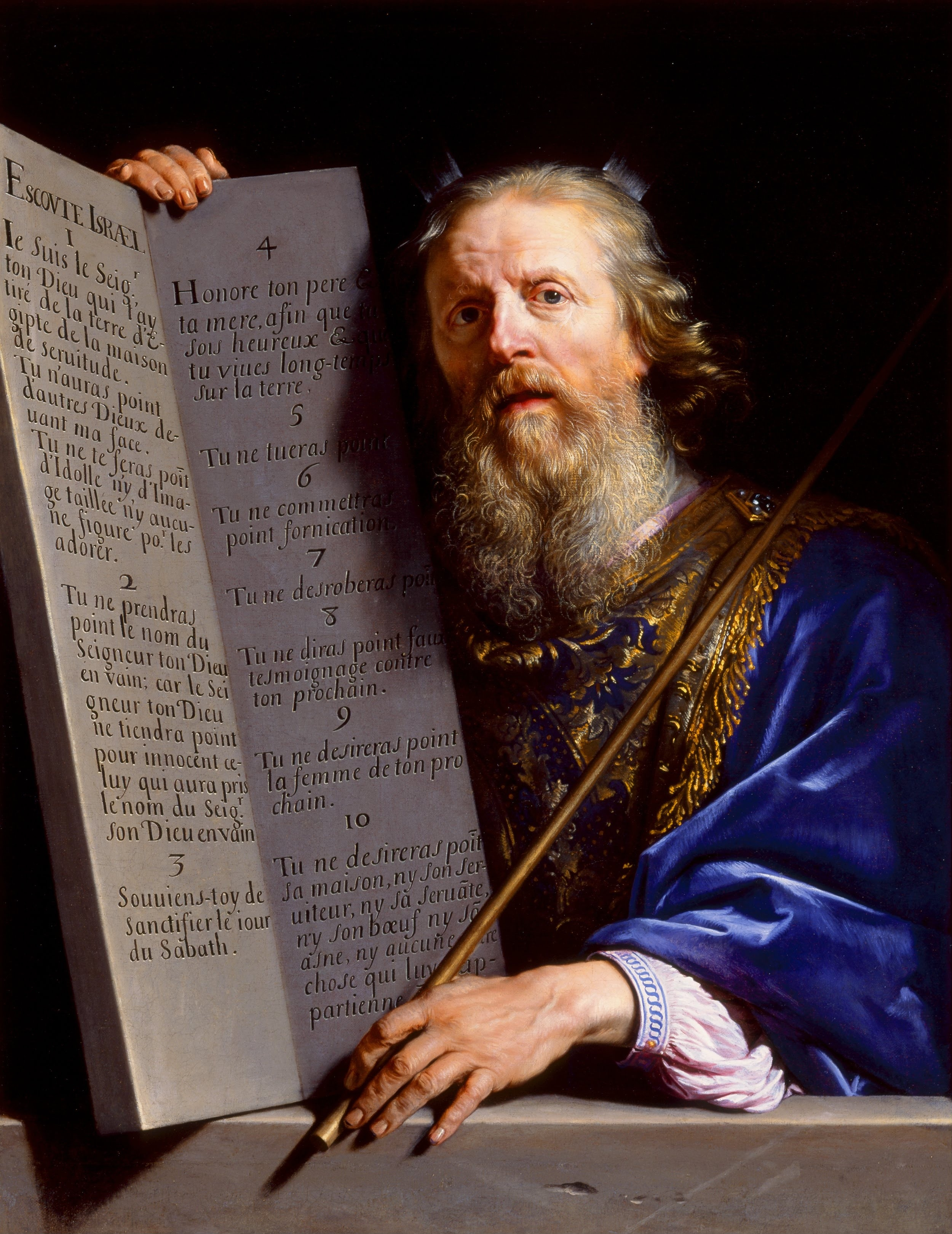
フィリップ・ド・シャンパーニュ『十戒の石板を持つモーセ』 (1648年)、ミルウォーキー美術館（英語版）
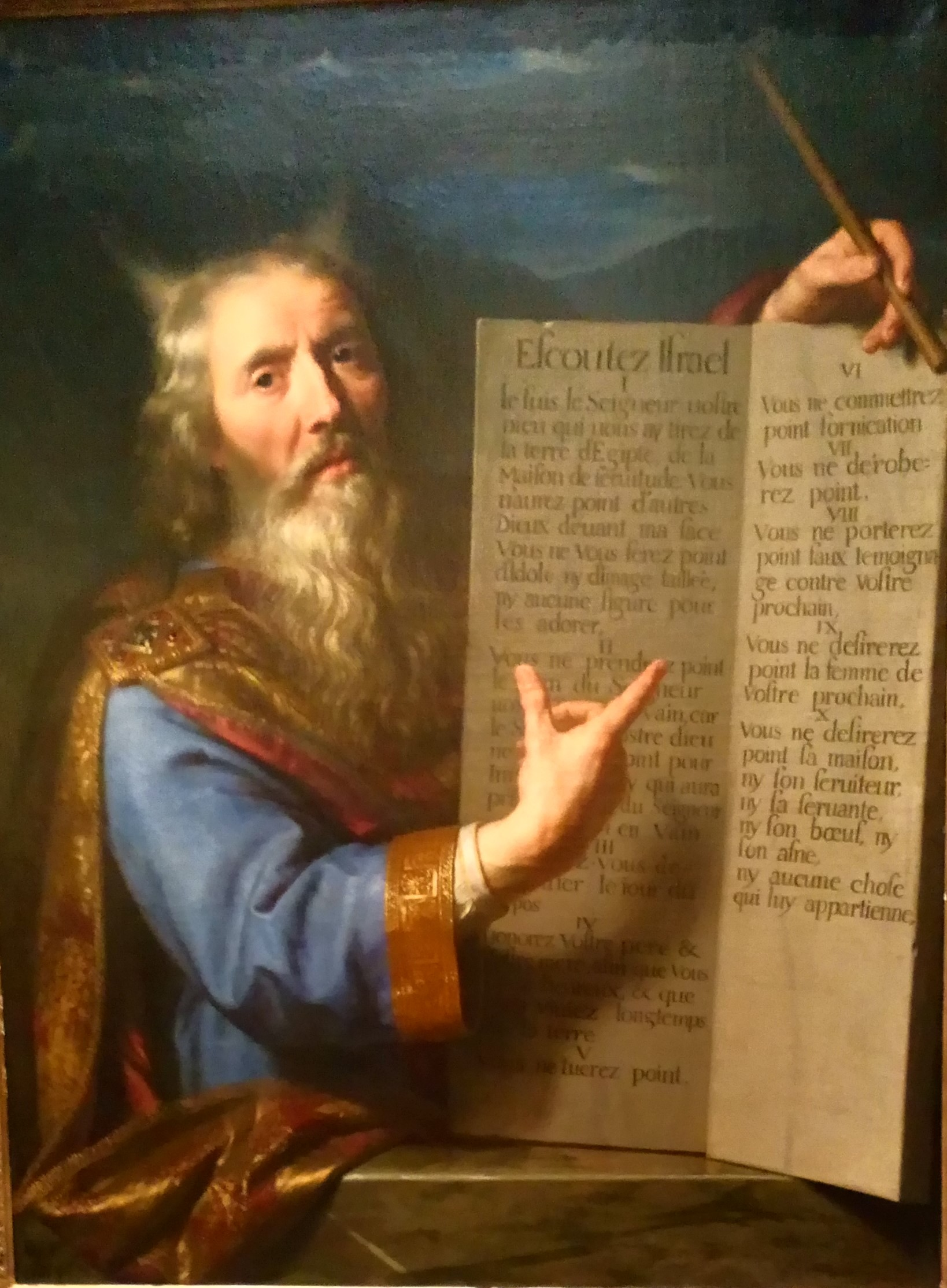
フィリップ・ド・シャンパーニュ『十戒の石板を持つモーセ』 (1663年)、ピカルディー美術館、アミアン